# Сборная Ирландии по регби-7
Сборная Ирландии по регби-7 (англ. Ireland national rugby sevens team) — национальная сборная Ирландии, выступающая в соревнованиях по регби-7 (Чемпионат мира по регби-7, Мировая серия по регби-7, Чемпионат Европы по регби-7 и другие турниры). Управляется Ирландским регбийным союзом. Представляет обе части острова Ирландия (Республика Ирландия и Северная Ирландия) на чемпионатах Европы и мира по регби-7, а также в Мировой серии по регби-7; в то же время на Олимпийских играх представляет исключительно Республику Ирландия. Высшими достижениями команды являются бронзовые медали чемпионатов мира 1993 и 2022 годов, титул чемпиона Европы по регби-7 2018 года, 5-е место в розыгрыше сезона Мировой серии по регби-7 2021/2022, а также выступление на летних Олимпийских играх 2020 в Токио (10-е место).
В 2014 году была создана программа подготовки сборной по регби-7 специально в преддверии олимпийского турнира по регби-7 в Рио-де-Жанейро (регби-7 включён в олимпийские виды спорта в 2009 году). В 2015 году команда поставила своей целью квалифицироваться на Олимпиаду-2016 и попасть в Мировую серию к 2017 году.
Сборная Ирландии не квалифицировалась на Олимпиаду, но сыграла в сезоне 2017/2018, заняв 3-е место на этапе в Лондоне (впервые с 2004 года команда заняла 3-е место) и среди приглашённых сборных стала первой, добравшейся до полуфинала и подиума этапа Мировой серии. На этапе в Париже ирландцы заняли 7-е место, будучи приглашённой командой. Гонконгский этап Мировой серии 2019 года принёс ирландцам путёвку в Мировую серию 2019/2020.
В 2021 году состоялся дебют сборной Ирландии на Олимпиаде в Токио (10-е место).

## История

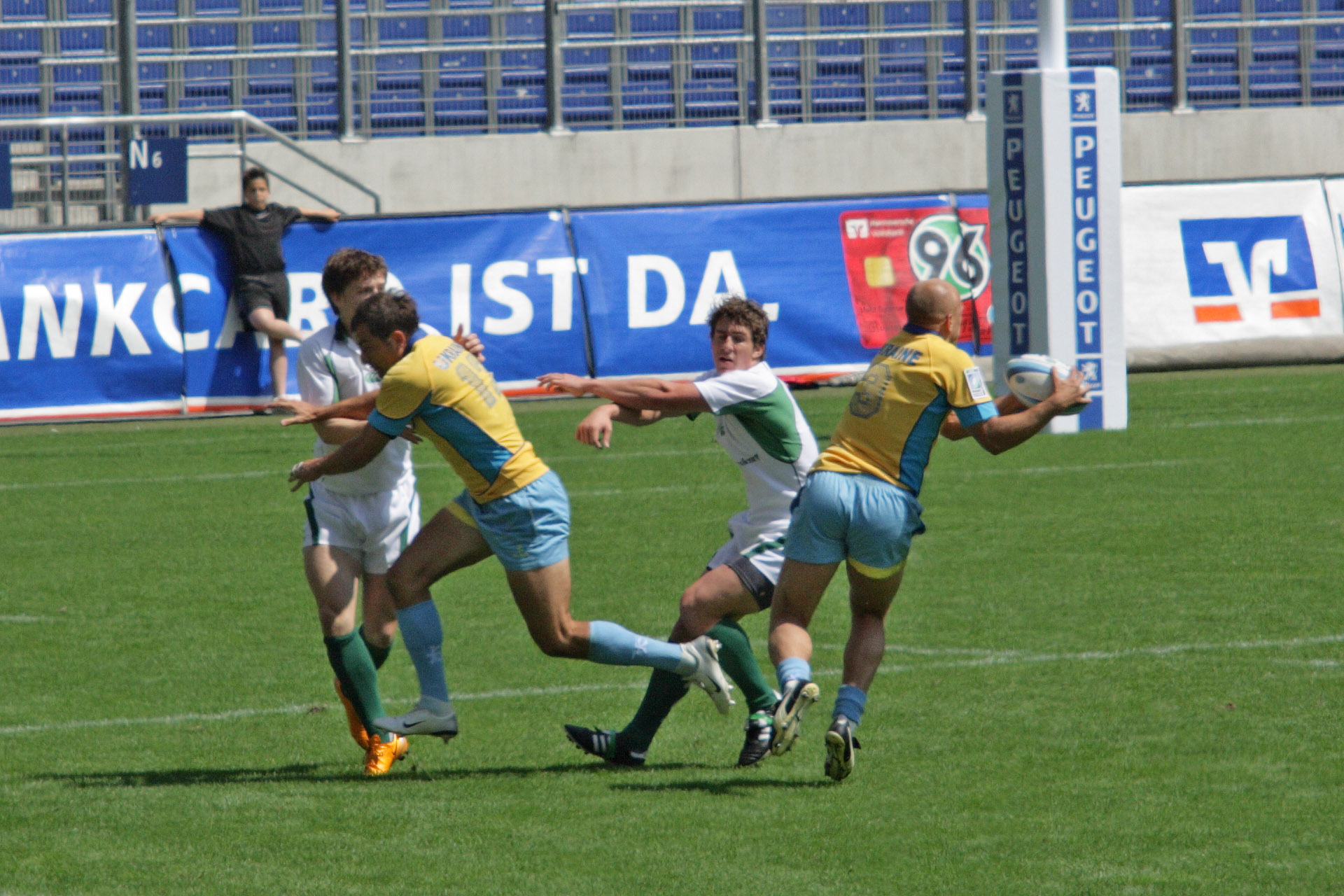
Игра чемпионата Европы по регби-7 2008 года (Европейского Гран-При) между Ирландией и Украиной, в которой ирландцы победили 26:7

### Ранние годы
Сборная Ирландии дебютировала на международном турнире по регби-7 1973 года, где одержала победы на групповом этапе над Новой Зеландией, Австралией и Шотландией в группе, а в финале потерпела поражение от англичан. В 1993 году сборная Ирландии стала бронзовым призёром первого в истории чемпионата мира по регби, но в дальнейшем особых успехов не снискала, терпя поражения на разных этапах. В 2004 и 2008 годах сборная играла на чемпионатах Европы, но без особого успеха.

### Олимпийская эра (2009—н.в.)
После того, как Международный олимпийский комитет в 2009 году решил включить регби-7 в программу Олимпиады-2016, Ирландия обратила особое внимание к регби-7 и занялась всерьёз подготовкой своей команды. В марте 2011 года Ирландский регбийный союз официально выразил свою поддержку клубу «Шемрок Уорриорз», который обязался готовить будущих игроков для сборной по регби-7 вне зависимости от того, где они будут соревноваться — в Мировой серии или Олимпиаде. Тем не менее, в сентябре 2013 года было ещё не ясно, будет ли Ирландия вообще отправлять свою команду на Олимпиаду. До октября 2014 года новостей от Ирландского регбийного союза не поступало. В декабре было объявлено о назначении Энтони Эдди главным тренером как мужской, так и женской сборных, а Ирландский регбийный союз объявил о приглашении всех легкоатлетов, баскетболистов и участников Гэльских игр, помимо регбистов, в национальную сборную: в январе 2015 года в течение четырёх дней прошла серия отборов.
В мае 2015 года Ирландский регбийный союз, просмотрев заявки более чем 300 человек, составил список из 27 человек, которые должны были бороться за становление ирландского регби-7 — эти 27 человек вошли в историю как «Оригиналы» (англ. The Origials). Сборная Ирландии начала выступать в дивизионе C чемпионата Европы 2015 года, стремясь продвинуться выше, но главной целью был отбор на Олимпиаду. В европейском отборочном турнире для не квалифицировавшихся через Мировую серию по регби-7 ирландцы провели 6 матчей, выиграв 4, сведя один вничью и проиграв тоже один — им стал полуфинал против России, проигранный со счётом 10:24. Ирландия, заняв 3-е место в отборе, попала в финальный олимпийский квалификационный турнир, выиграв три матча в группе (в том числе и против Самоа со счётом 27:21), но проиграла в плей-офф Испании (7:12) и Канаде (19:24). В итоге Ирландия не выполнила свою задачу и не отобралась на Олимпиаду в Рио-де-Жанейро.
Тем не менее, сборная Ирландии за два года достигла серьёзного прогресса, несмотря на то, что никому из игроков не предлагали профессиональные контракты от Ирландского регбийного союза. Летом 2017 года Ирландия выступила на чемпионате Европы (Европейском Гран-При), состоявшем из четырёх этапов: на первом этапе в Москве она обыграла сборную Испании в финале со счётом 12:0. В сезоне 2017/2018 сборная Ирландии выступила в Мировой серии по регби, объявив перед этим заявку из 14 человек. На этапе Мировой серии в Силиконовой долине 2017 года ирландцы заняли 9-е место, победив трижды и дважды проиграв. Дважды на этапах Мировых серий они обыгрывали Канаду.
Историческим стало выступление сборной Ирландии на четырёх этапах чемпионатов Европы 2018 года: команда, сыгравшая на этапах в Москве, Маркусси, Эксетере и Лодзи, по сумме всех четырёх этапов выиграла впервые в своей истории титул чемпионов Европы. В декабре того же года Ирландский регбийный союз объявил о том, что игрокам «семёрки» предложены первые профессиональные контракты от клубов, соревнующихся в чемпионатах по регби-15.
В 2021 году сборная Ирландии впервые квалифицировалась на летние Олимпийские игры, выиграв межконтинентальный отбор, который прошёл в Монако: в финале были обыграны французы. На Олимпиаде она заняла 10-е место.
На чемпионате Европы 2021 года Ирландия не выступала и на следующий год была вынуждена играть во втором по значимости дивизионе континентального первенства («Трофи»). Выиграв все 12 проведённых ими матчей «Трофи» 2022 года, ирландцы вернулись в высший дивизион.
В общем зачёте Мировой серии 2021/22 команда стала пятой (по состоянию на сентябрь 2023 года это лучший результат ирландцев в общем зачёте этого соревнования по итогам сезона), лучшим результатом на отдельном этапе стало второе место в Тулузе. При этом по ходу сезона сменился главный тренер сборной: 3 марта 2022 года стало известно, что Энтони Эдди уходит с должностей директора по регби-7 и женскому регби Ирландского регбийного союза; новым главным тренером мужской сборной острова по регби-7 стал ольстерец Джеймс Топпинг. В июле 2022 года ирландцы прошли отбор на чемпионат мира (в решающем матче отбора победив Грузию). Сам чемпионат состоялся в сентябре того же года в Кейптауне (ЮАР), на нём ирландцы заняли третье место (победы над Португалией, Англией, ЮАР, поражение в полуфинале от Новой Зеландии, победа над Австралией в «бронзовом финале»). Терри Кеннеди, занёсший 50 попыток на этапах Мировой серии 2021/22, был признан лучшим игроком в регби-7 в мире по итогам 2022 года (официальная награда World Rugby).

## Текущий состав
Заявка на финальный турнир летних Олимпийских игр 2020 в Токио.
| Номер | Имя            | Дата рождения    | Клуб               |
| ----- | -------------- | ---------------- | ------------------ |
| 1     | Джек Келли     | 26 октября 1997  | Дублин Юнивёрсити  |
| 2     | Адам Ливи      | 21 сентября 1995 | Лэнсдаун           |
| 3     | Гарри Макналти | 5 марта 1995     | ЮКД                |
| 4     | Фостер Хоран   | 3 ноября 1993    | Лэнсдаун           |
| 5     | Иан Фитцпатрик | 28 ноября 1995   | Лэнсдаун / Ленстер |
| 6     | Билли Дардис   | 3 января 1995    | ЮКД                |
| 7     | Джордан Конрой | 10 марта 1994    | Коннахт            |
| 8     | Грег О’Ши      | 23 марта 1995    | Шеннон             |
| 9     | Марк Роше      | 25 января 1993   | Лэнсдаун           |
| 10    | Терри Кеннеди  | 4 июля 1996      | Сент-Мэрис Колледж |
| 11    | Хьюго Леннокс  | 6 марта 1999     | Скеррис            |
| 12    | Гэвин Маллин   | 29 ноября 1997   | ЮКД                |
| 13    | Брайан Моллен  | 25 сентября 1995 | Дублин Юнивёрсити  |

## Летние Олимпийские игры
| Выступления на Олимпийских играх | Выступления на Олимпийских играх | Выступления на Олимпийских играх | Выступления на Олимпийских играх | Выступления на Олимпийских играх | Выступления на Олимпийских играх | Выступления на Олимпийских играх | Выступления на Олимпийских играх | Выступления на Олимпийских играх | Выступления на Олимпийских играх | Выступления на Олимпийских играх | Выступления на Олимпийских играх |
| Год                              | Раунд                            | Место                            | И                                | В                                | Н                                | П                                | ОН                               | ОП                               | РО                               | Рекордсмен (попытки)             | Рекордсмен (очки)                |
| -------------------------------- | -------------------------------- | -------------------------------- | -------------------------------- | -------------------------------- | -------------------------------- | -------------------------------- | -------------------------------- | -------------------------------- | -------------------------------- | -------------------------------- | -------------------------------- |
| 2016                             | Не квалифицировались             | Не квалифицировались             | Не квалифицировались             | Не квалифицировались             | Не квалифицировались             | Не квалифицировались             | Не квалифицировались             | Не квалифицировались             | Не квалифицировались             | Не квалифицировались             | Не квалифицировались             |
| 2020                             | Матчи за 9—12-е места            | 10-е                             | 5                                | 2                                | 3                                | 0                                | 74                               | 81                               | –7                               | Гэвин Маллин (3)                 | Гэвин Маллин (15)                |
| Итого                            | 0 побед                          | 1/2                              | 5                                | 2                                | 3                                | 0                                | 74                               | 81                               | –7                               | Гэвин Маллин (3)                 | Гэвин Маллин (15)                |

| Олимпийские игры | Соревнование                    | М   | И  | В  | Н | П | ОН  | ОП  | РО   | Рекордсмен (попытки)          | Квалификация                                        |
| ---------------- | ------------------------------- | --- | -- | -- | - | - | --- | --- | ---- | ----------------------------- | --------------------------------------------------- |
| 2016             | Европейский репечаж 2015        | 3   | 6  | 4  | 1 | 1 | 115 | 84  | +31  |                               | Квалифицировалась в межконтинентальный репечаж 2016 |
| 2016             | Межконтинентальный репечаж 2016 | 7-е | 5  | 3  | 0 | 2 | 108 | 81  | +27  | Мик Макграт, Том Дейли (по 3) | Не прошла на Олимпиаду                              |
| 2020             | Европейский репечаж 2019        | 3   | 6  | 4  | 1 | 1 | 169 | 62  | +107 | Джордан Конрой (9)            | Квалифицировалась в межконтинентальный репечаж 2020 |
| 2020             | Межконтинентальный репечаж 2020 | 1   | 6  | 6  | 0 | 0 | 182 | 41  | +141 | Джордан Конрой (11)           | Прошла на Олимпиаду                                 |
| Итого            | –                               | –   | 23 | 17 | 2 | 4 | 574 | 268 | +306 | –                             |                                                     |

### Квалификация на Олимпиаду-2016
Ирландия начала свою квалификацию в дивизионе C чемпионата Европы. С 6 по 7 июня 2015 года прошёл чемпионат Европы по регби-7 в дивизионе C, где Ирландия выиграла все 6 матчей и вышла в дивизион B. С 20 по 21 июня прошёл чемпионат Европы по регби-7 в дивизионе B, где Ирландия снова выиграла все 6 матчей и попала в европейский квалификационный турнир-репечаж. С 18 по 19 июля 2015 года этот турнир прошёл в Лиссабоне: Ирландия победила команды Италии и Грузии, сыграв вничью с Россией. В плей-офф ирландцы победили Литву со счётом 17:0 на стадии четвертьфинала, но проиграли будущему победителю турнира, России, в полуфинале со счётом 10:24. Победа над Грузией в матче за 3-е место 15:7 дала Ирландии заветную путёвку в финальный квалификационный турнир, куда отобрались также Россия и Германия.
Ирландия попала в группу к Самоа, Тонга и Зимбабве в финальном турнире в Монако, обыграв все команды в группе (в том числе и самоанцев из Мировой серии со счётом 27:21), но в четвертьфинале команда Ирландии проиграла Испании 7:12, и её отборочная кампания завершилась неудачей.

### Квалификация на Олимпиаду-2020 и финальный турнир
Ирландия заняла 3-е место в европейском отборе Регби Европы, не попав автоматически на Олимпиаду, но обеспечив себе участие в решающем межконтинентальном репечаже. Победа на этом турнире принесла сборной Ирландии первую в истории путёвку на Олимпиаду. В финальном этапе сборная Ирландии проиграла командам ЮАР и США, одержав победу над Кенией и заняв 3-е место в группе, однако из-за худшей разницы набранных очков в плей-офф не вышла. В турнире за 9—12-е места она победила Южную Корею и проиграла Кении, заняв 10-е место.

## Чемпионат мира по регби-7
| Год   | Раунд                 | Место          | И              | В              | Н              | П              | Рекорд по попыткам                 | Рекорд по очкам  |
| ----- | --------------------- | -------------- | -------------- | -------------- | -------------- | -------------- | ---------------------------------- | ---------------- |
| 1993  | Полуфинал             | 3              | 9              | 6              | 3              | 0              |                                    |                  |
| 1997  | Полуфинал Чаши        | 19             | 6              | 1              | 5              | 0              |                                    |                  |
| 2001  | Полуфинал Чаши        | 19             | 6              | 2              | 4              | 0              |                                    |                  |
| 2005  | Четвертьфинал Тарелки | 13             | 6              | 2              | 4              | 0              |                                    |                  |
| 2009  | Полуфинал Чаши        | 18             | 6              | 3              | 3              | 0              |                                    |                  |
| 2013  | Не участвовала        | Не участвовала | Не участвовала | Не участвовала | Не участвовала | Не участвовала | Не участвовала                     | Не участвовала   |
| 2018  | Победитель Челленджа  | 9              | 5              | 4              | 1              | 0              | Билли Дардис, Джордан Конрой (4)   | Хьюго Кинан (21) |
| 2022  | Матч за 3-е место     | 3              | 5              | 4              | 1              | 0              | Гарри Макналти, Джордан Конрой (3) | Марк Роше (18)   |
| Итого | 0 побед               | 7/8            | 44             | 22             | 21             | 1              | Ричард Уоллес (10)                 | Эрик Элвуд (60)  |

Ирландия выступила на семи из восьми Кубков мира по регби-7, её лучшими достижениями стали бронзовые медали чемпионатов мира 1993 и 2022 годов. В 1993 году команда выиграла 4 матчей из 5 в групповом этапе, победив даже неудобную Францию. В четвертьфинальном этапе Ирландия выиграла 2 матча из 3, победив команды Самоа и Тонга, и вышла в полуфинал, где встретилась с Австралией — ведя в счёте, ирландцы пропустили попытку и реализацию и в итоге проиграли 19:21.
На протяжении долго времени ирландцы и близко не подбирались к результату 1993 года, не попав четыре раза подряд в четвертьфинал — в 1997 году ирландцы установили антирекорд, проиграв 5 матчей (в том числе даже откровенно слабым Гонконгу и Японии) и заняв итоговое 19-е место только благодаря победе над Португалией в четвертьфинале Чаши со счётом 33:5. В 2001 году Ирландия, проиграв России и Корее, заняла 5-е место в группе из 6 команд и выпала в турнир Чаши, где обыграла в четвертьфинале команду Тайваня и проиграла в полуфинале португальцам 12:33.
В 2005 году ирландцы выиграли 2 матча и проиграли 3, выйдя в плей-офф Тарелки, но проиграли самоанцам в четвертьфинале 14:19. В 2009 году команда умудрилась обыграть мощных австралийцев и проиграть скромным португальцам, оказавшись в итоге последней по разнице набранных очков в группе и выбыв в турнир Чаши. Там они выиграли два матча и проиграли один. В связи с тем, что сборная Ирландии не играла в Гран-При Европы 2012 года и не участвовала в квалификации, к чемпионату мира в Москве они допущены не были.
В 2018 году в Сан-Франциско команда заняла 9-е место, победив Кению, Уэльс и Австралию.
В 2022 году ирландцы пробились в финальную часть ЧМ в ЮАР, выиграв четыре матча в европейском отборочном цикле в июле 2022 года. На самом чемпионате ирландцы провели 5 матчей, одержав в четвертьфинале победу над хозяевами со счётом 24:14 и завоевав бронзовую медаль.

## Мировая серия по регби-7
С 1999 по 2019 годы команда не играла в Мировой серии на правах сборной «ядра», изредка участвуя в этапах Мировой серии (в том числе в Гонконге). В сезоне 1999/2000 Ирландия заняла 17-е место на этапе в Гонконге и выиграла Чашу при 4 победах и 2 поражениях, в 2000 году на этапе в Париже стала 11-й с 3 победами и 2 поражениями. В сезоне 2000/2001 Ирландия сыграла на этапе в Дубае 2000 года, заняв 9-е место и выиграв Чашу при 4 победах и 2 поражениях (в полуфинале был пройден Уэльс со счётом 19:17).
В 2014 году ирландцы, начав программу развития регби-7, пообещали к концу 2017 года стать командой «ядра» Мировой серии. Заняв 2-е место на Гран-При Мировой серии 2017 года, ирландцы попали в квалификационный турнир в Гонконге 2018 года, победитель которого выходил в Мировую серию сезона 2018/2019. Ирландия победила в групповом этапе всех своих трёх противников, уходя в отрыв не менее чем на 20 очков в каждом матче. В четвертьфинале была пройдена команда Зимбабве (38:5), но в полуфинале Япония остановила ирландцев 12:7. Ирландия выступала на правах приглашённой команды на этапах в Лондоне и Париже 2018 года: в Лондоне победы над США и Англией принесли ирландцам 3-е место.
В 2019 году Ирландия выиграла Гонконгскую серию, победив хозяев турнира со счётом 28:7 в финале. Джордан Конрой занёс 10 попыток в 6 матчах и стал лучшим игроком турнира.

### По сезонам
| Сезон                 | Место        | Очки         | Этапы        | Лучший результат | Рекорд по попыткам  | Рекорд по очкам     |
| --------------------- | ------------ | ------------ | ------------ | ---------------- | ------------------- | ------------------- |
| 1999/2000             | —            | 0            | 2 / 10       | 11 (Париж)       |                     |                     |
| 2000/2001             | 17           | 2            | 1 / 9        | 9 (Дубай)        |                     |                     |
| 2001/2002             | —            | 0            | ? / 11       |                  |                     |                     |
| 2002/2003             | —            | 0            | ? / 7        |                  |                     |                     |
| 2003/2004             | —            | 0            | ? / 8        |                  |                     |                     |
| 2004/2005             | —            | 0            | 1 / 7        | 14 (Дубай)       |                     |                     |
| 2004/2005 — 2016/2017 | Не выступала | Не выступала | Не выступала | Не выступала     |                     |                     |
| 2017/2018             | 15           | 27           | 2 / 10       | (Лондон)         | Джордан Конрой (11) | Гарри Макналти (38) |
| 2018/2019             |              |              | 2 / 10       |                  |                     |                     |
| Итого                 | —            | 29           | 6            | 3                | Джордан Конрой (11) | Гарри Макналти (38) |

| Сезон | Групповой этап | Этап плей-офф                     | Рекордсмен по попыткам | Квалифицировалась? |
| ----- | -------------- | --------------------------------- | ---------------------- | ------------------ |
| 2018  | 3-0            | Полуфинал: Япония, поражение 7:12 | Терри Кеннеди (5)      | Нет                |
| 2019  | 2-1-0          | Финал: Гонконг, победа 28:7       | Джордан Конрой (10)    | Да                 |

| За всё время | Выигрыши | Ничьи | Проигрыши | 20 | 2 | 28 |

## Чемпионат Европы
| Год  | Турнир            | Место | И  | В  | Н | П | Набрано очков | Пропущено очков | Разница очков | Итог                                                                                |
| ---- | ----------------- | ----- | -- | -- | - | - | ------------- | --------------- | ------------- | ----------------------------------------------------------------------------------- |
| 2004 | Чемпионат         | 3     |    |    |   |   |               |                 |               | Вышла на чемпионат мира 2005 года                                                   |
| 2008 | Чемпионат         | 4     | 7  | 4  | 0 | 3 |               |                 | +33           | Вышла на чемпионат мира 2009 года                                                   |
| 2015 | Дивизион C        | 1     | 6  | 6  | 0 | 0 |               |                 | +271          | Вышла в дивизион B 2015 года                                                        |
| 2015 | Дивизион B        | 1     | 6  | 6  | 0 | 0 |               |                 | +384          | Вышла в Европейский репечаж 2015 года и в дивизион A 2016 года                      |
| 2015 | Финальный репечаж | 3     | 6  | 4  | 1 | 1 |               |                 | +31           | Вышла в финальный олимпийский репечаж 2016 года                                     |
| 2016 | Трофей            | 1     | 12 | 12 | 0 | 0 |               |                 | +451          | Вышла в Гран-При 2017 года                                                          |
| 2017 | Гран-При          | 2     | 24 | 21 | 0 | 3 |               |                 | +349          | Вышла в Гонконгский квалификационный турнир 2018 года и на чемпионат мира 2018 года |
| 2018 | Гран-При          | 1     | 24 | 23 | 0 | 1 |               |                 | +642          | Вышла в Гонконгский квалификационный турнир 2019 года                               |
| 2019 | Гран-При          | 3     | 12 | 8  | 0 | 4 |               |                 |               |                                                                                     |

### 2002−2014
Ирландия участвовала только в двух турнирах (2004 и 2008), служивших отбором на чемпионат мира в зоне Европы. Ирландия заняла 3-е место в 2004 году и 4-е место в 2008 году, оба раза обеспечив себе выход на чемпионаты мира.

### С 2015 года
Чемпионат Европы, проходящий за год до Олимпиады, является одновременно и квалификационным турниром к Олимпиаде. В 2015 году Ирландия выиграла турниры в дивизионах C и B, выйдя в европейский квалификационный турнир-репечаж, прошедший с 18 по 19 июля. Ирландия выиграла два матча в группе и свела один вничью, выйдя в плей-офф. В полуфинале Ирландия проиграла России 10:24, в матче за 3-е место обыграла Грузию 15:7 и попала в финальный олимпийский турнир, уступив там в четвертьфинале Испании и не попав на Олимпиаду.
В 2016 году разыгрывался Трофей чемпионата Европы в Мальмё и Праге. Ирландия выиграла этап в Мальмё, победив во всех 6 матчах и обыграв в полуфинале Украину 26:12. В Праге Ирландия повторила свой успех, выиграв все 6 матчей — в полуфинале была побеждена Румыния со счётом 24:0. Тем самым Ирландия вышла в Гран-При Европы 2017 года, который проходил в 4 этапа. В Москве ирландцы выиграли этап, победив хозяев 28:21 в полуфинале и 12:0 испанцев в финале. В Лодзи Ирландия выиграла 5 матчей из 6, проиграв в полуфинале России 19:26. В Клермон-Ферране ирландцы показали тот же результат, что и в Лодзи, уступив Уэльсу 12:15 в полуфинале. Итогом стало 2-е место Ирландии на чемпионате Европы с отставанием от России — чемпиона Европы — на два очка и попадание на Гонконгский квалификационный турнир и чемпионат мира 2018 года. Через год, в 2018 году Ирландия выиграла чемпионат Европы, проиграв всего один раз за все четыре этапа.

## Известные игроки прошлых лет
Британские и ирландские львы
- Винс Каннингем
- Мик Голуэй[англ.]
- Майк Гибсон[англ.]
- Денис Хики[англ.]
- Эрик Миллер[англ.]
- Фергюс Слэттери[англ.]
- Ричард Уоллес[англ.]

 Сборная Ирландии
- Джонатан Белл
- Брайан Карни[англ.]
- Винс Каннингем
- Кайрон Доусон[англ.]
- Эрик Элвуд
- Мик Голуэй[англ.]
- Денис Хики[англ.]
- Дэвид Хамфрис
- Падди Джонс
- Феликс Джонс[англ.]
- Эрик Миллер[англ.]
- Денис Макбрайд
- Эйден Маккаллен[англ.]
- Мэтт Мостин[англ.]
- Томас О’Лири[англ.]
- Дэвид Куинлен[англ.]
- Ален Ролланд
- Джеймс Топпинг[англ.]

 Регбийные судьи
- Джон Лэйси[англ.]
- Ален Ролланд

Источник: